# Geschichte des Baseball
Die Geschichte des Baseball umfasst die Entwicklung der Sportart Baseball vom 19. Jahrhundert bis zur Gegenwart sowie die Geschichte der Vorläufer des modernen Baseball.

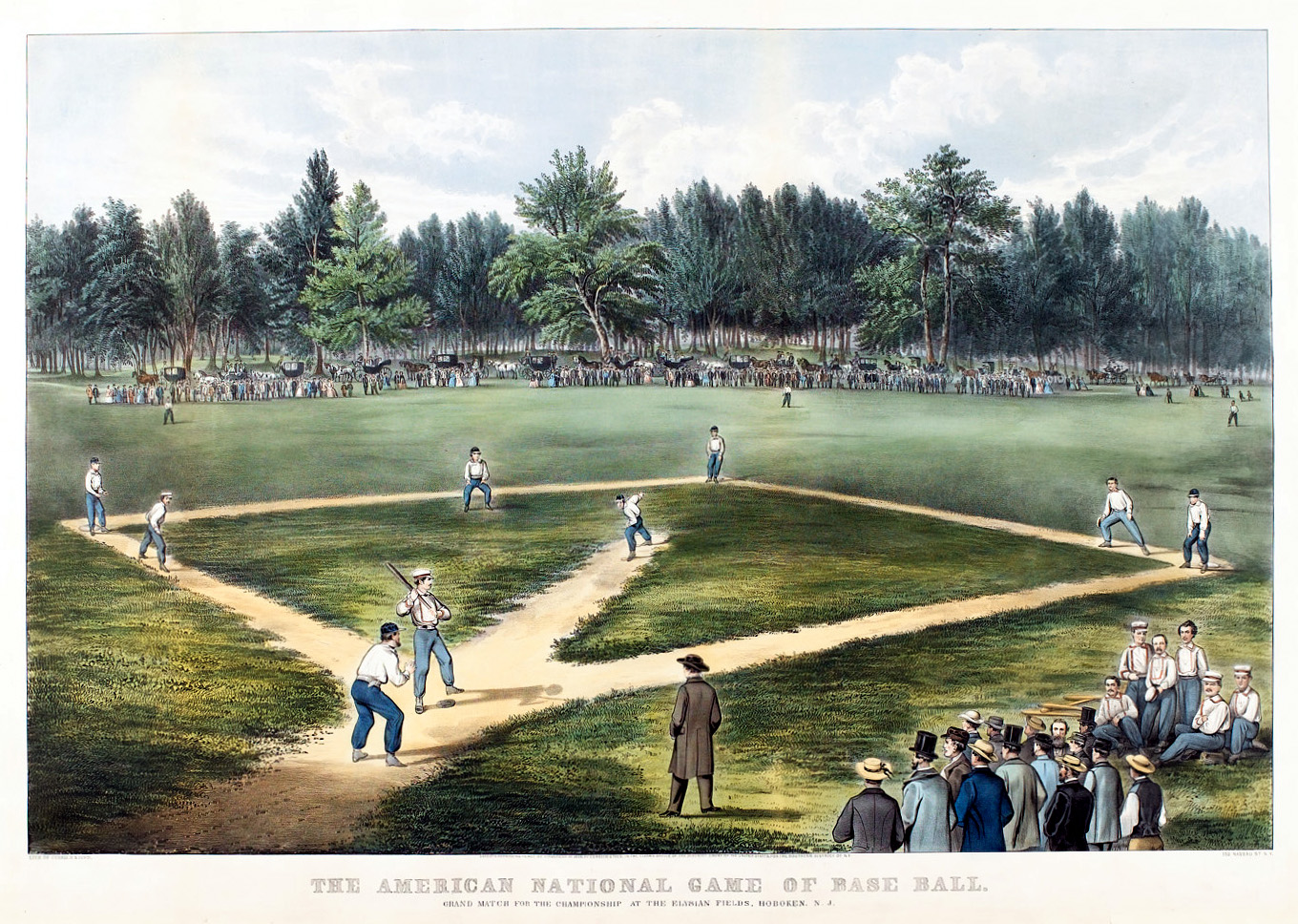
Historische Illustration aus dem Jahre 1866

## Historische Entwicklung in den USA
Es ist unklar, wann Menschen angefangen haben, Baseball zu spielen. Aus Überlieferungen des alten Ägyptens geht hervor, dass bereits vor Christi Geburt Spiele mit Schlägern und Bällen stattfanden. Im 14. Jahrhundert wurde Stool Ball gespielt, eine Spielform, aus der sich später Cricket entwickelte. Im 18. Jahrhundert gab es die Variation Goal Ball. In England ist ein Spiel unter dem Namen base ball erstmals 1744 belegt. Die erste bekannte Aufzeichnung eines baseballähnlichen Regelwerks findet sich in dem 1796 erschienenen Buch Spiele zur Übung und Erholung des Körpers und Geistes des deutschen Sportpädagogen Johann Christoph Friedrich GutsMuths.
Belege dafür, dass das englische Baseball in den USA gespielt wurde, gibt es seit dem späten 18. Jahrhundert. Die weitverbreitete These, es habe sich aus dem englischen Spiel Rounders entwickelt, ist mittlerweile widerlegt. Bei Rounders handelt es sich vielmehr um eine in Devon verbreitete, regionale Form des Baseball; der Begriff „Rounders“ ist erstmals 1828 belegt – lange nach „Baseball“. Auch die häufig zu hörende Legende, das Spiel sei im Jahr 1839 von Abner Doubleday, einem späteren Helden des Sezessionskriegs, in Cooperstown, einer Kleinstadt im nördlichen Teil des Bundesstaats New York, erfunden worden, ist seit längerem als unhaltbar bekannt. Andere Quellen sehen den Ursprung des Baseball sogar 1838 in Kanada.
Der erste dokumentierbar gegründete Verein waren 1845 die New York Knickerbockers. Sie erstellten auch die ersten schriftlichen Regeln, die von Alexander Cartwright maßgeblich mitverfasst wurden. Diese umfassen allerdings noch nicht sämtliche Spielregeln, nach denen damals gespielt wurde, sondern geben nur verbindliche Entscheidungen für eine Reihe häufiger Zweifelsfälle an. Baseball war anfänglich auf den Nordosten und den Mittleren Westen konzentriert, bald dann auch an der Westküste vertreten; in den Südstaaten und in den Rocky Mountains ist das Interesse größtenteils erst in den letzten Jahrzehnten aufgekommen.

### Unterschiede zum heutigen Baseball
1876 musste der Pitcher (Werfer) von unten werfen (wie heute noch im Softball), die Entfernung betrug nur 15 Meter. Der Batter (Schlagmann) konnte vorab bestimmen, ob er einen hohen oder einen tiefen Ball geworfen bekommen wollte. Seit 1884 durfte der Pitcher von oben werfen, und seit 1887 gibt es die Strike Zone und der Batter darf nicht mehr wählen, was für einen Ball er haben möchte. 1889 wurde die Anzahl der Balls, die für einen Walk nötig sind, von neun auf vier heruntergesetzt. 1893 wurde die Pitching-Distanz auf die heute geltende Entfernung von 18,43 Meter vergrößert. Seit 1880 werden Lederhandschuhe zum Fangen benutzt. Diese haben sich im Laufe der Zeit in Größe, Aussehen und Komfort stark verändert. In der Regel standen vor 1900 nur ein bis zwei Ersatzbälle zur Verfügung, dadurch veränderten sich Härte und Form eines Balls im Laufe eines Spieles. Nach einem tödlichen Unfall durch einen platzenden Ball änderte sich dies schlagartig: seitdem werden Bälle, die in die Zuschauerränge fallen, nicht mehr zurückgefordert und bei leichter Beschädigung sofort ausgetauscht. In einem normalen Major-League-Baseballspiel werden heute um die 60 Bälle verbraucht. Zwischen 1900 und 1920 spricht man von der „Deadball-Ära“ mit im Vergleich zu heute üblicherweise niedrigeren Punktzahlen, zwischen 1920 und 1940 vom „Golden Age“ mit im Vergleich zu heute üblicherweise höheren Punktzahlen. Diese Veränderungen entstanden vor allem durch Verbesserungen der Spielstrategie.

### Erste Profi-Teams
Alexander J. Cartwright entwickelte 1846 die ersten Regeln, die noch bis heute gültig sind. Am 19. Juni 1846 wurde in Hoboken (New Jersey) das erste Spiel nach diesen Regeln ausgetragen. Dort trafen die New York Nine und die New York Knickerbockers aufeinander. Die erste professionelle Mannschaft waren die Cincinnati Red Stockings mit einem ersten Jahresetat von 11.000 US-Dollar. Sie wurden am 1. Juni 1869 gegründet. Die Red Stockings zogen durch die USA und traten gegen örtliche Teams an. Dabei gewannen sie alle Spiele.
In New York wurde 1876 die National League von Clubs aus Cincinnati, Chicago, Boston, St. Louis, Hartford, Louisville, New York und Philadelphia gegründet. Heute sind die Cincinnati Reds und die Chicago Cubs die einzigen noch in der NL vertretenen Vereine von damals. In den ersten Jahren des Profibetriebs gab es noch eine ganze Reihe anderer, kurzlebiger Ligen. 1901 wurde dann die American League gegründet, zunächst als Konkurrenz. Da die Bezahlung in der neu gegründeten Liga besser war, wechselten viele Stars der National League in die American League.
Beide Ligen gelten bis heute als die Major Leagues. Die größten Helden der Major Leagues werden in der Baseball Hall of Fame geehrt, die sich wegen der oben erwähnten Doubleday-Legende in Cooperstown befindet.
Seit 1903 kooperieren die beiden Ligen und tragen jährlich als Finale die World Series aus. Zunehmend stellten Einwanderer aus Europa oder deren Nachfahren der ersten Generation den Kern der erfolgreichsten Mannschaften. Nicht wenige der Spitzenspieler waren deutschstämmig, zum Beispiel Ludwig „Lou“ Gehrig und auch der wohl berühmteste Spieler aller Zeiten, Babe Ruth.

### Rassentrennung
Seit der Zeit der Gründung der ersten Profiligen war Baseball rassengetrennt, entsprechend der damals einsetzenden Reaktion gegen die freiheitlichen Grundsätze des Sezessionskriegs. Parallel zu den Ligen der Weißen existierten ebenfalls professionelle und von der Spielstärke durchaus ebenbürtige, aber viel schlechter bezahlte und durch häufige Bankrotte, Neugründungen und Reorganisationen geplagte „Negro Leagues“.
1947 wagte es der Manager der Brooklyn Dodgers Branch Rickey, die Color Barrier zu durchbrechen. Er holte den Schwarzen Jackie Robinson in sein Team. Rickeys Wahl fiel auf Robinson, da er ein hervorragender Spieler mit hoher Disziplin und Charakterfestigkeit war. Robinson musste in seinen ersten Jahren schwerstes rassistisches Verhalten von Gegnern, Zuschauern und sogar Mitspielern ertragen, konnte sich aber letztendlich etablieren. Zu seinen Ehren wird seine Spielernummer 42 heute in keiner Baseballmannschaft mehr an andere Spieler vergeben.
Die Manager der konkurrierenden Teams erkannten schnell, dass in den Negro Leagues ein reicher Pool an talentierten Spielern vorhanden war. Außerdem erschlossen sie sich durch die schwarzen Spieler auch den Zugang zu Fans aus der schwarzen Bevölkerung. Mitte der 1950er Jahre waren alle Teams integriert, die Negro Leagues stellten ihren Spielbetrieb ein. Nach einem Höhepunkt Ende der 1970er Jahre ging die Zahl der schwarzen Spieler aber wieder zurück, da unter Schwarzen heute Basketball höher angesehen ist. Gleichzeitig stieg jedoch die Zahl der aus Lateinamerika stammenden Spieler stark an.

### Selbstständigkeit der Profispieler
Im Gegensatz zu Branchen der freien Wirtschaft war Profi-Baseball in den USA vom Kartellrecht (Anti Trust Laws) ausgenommen, da neben dem sportlichen Wettbewerb alle Clubs auch gemeinsame Interessen am Überleben eines einzelnen Clubs und der Profiligen insgesamt hatten. Dies bedeutete, dass Absprachen zwischen Clubbesitzern nicht als illegal galten. Als Konsequenz waren Profispieler praktisch Eigentum des Clubs. Sie konnten vom Club-Management gegen ihren Willen an andere Clubs verkauft oder eingetauscht werden. Darüber hinaus gestattete es die Reserve Clause den Clubbesitzern, sogar über die Vertragslaufzeit hinaus für ein Jahr ihre Besitzrechte über den Spieler auszuüben.
Mit der Unterstützung des Gewerkschaftsführers Marvin Miller gelang es dem Spieler Andy Messersmith 1973 jedoch, sich vor Gericht das Recht auf freie Teamwahl zu erstreiten. Er galt damit als Free Agent und konnte ab sofort selbst entscheiden, bei welchem Club er anheuerte. Sofort schlug das Geschäftsverhältnis zwischen Clubs und Spielern vom einen Extrem der Modernen Leibeigenschaft in das Extrem des freien „Talentmarktes“ um. Die Spielergehälter explodierten, da die Besitzer der Clubs dank höherer Einnahmen aus TV-Rechten, Eintrittskarten und Merchandising die Spieler nun mit attraktiven Verträgen lockten. Wiederholte Versuche der Clubbesitzer, die Situation wieder unter ihre Kontrolle zu bringen, mündeten in Streiks der Spieler, die zur Kürzung der Saison 1981 und zum Abbruch der Saison 1994 führten. In allen Auseinandersetzungen scheiterten die Clubbesitzer an der eigenen Uneinigkeit, da selbstauferlegte Gehaltgrenzen immer wieder von einzelnen Clubs durchbrochen wurden. Bis heute (Stand 2004) konnten die Clubbesitzer beispielsweise kein Salary Cap durchsetzen, das Teams verbieten soll, über einem bestimmten Gesamtbetrag für Spielergehälter auszugeben.

### Rettung des modernen Baseballs
Durch ständig drohende oder tatsächlich durchgeführte Streiks bis Mitte der 1990er Jahre schwand das Zuschauerinteresse. Enttäuscht über die Gier von Clubbesitzern und Spielern wandten sich Fans von Baseball ab. Der Stellenwert von Baseball drohte hinter Basketball und American Football abzurutschen. Doch der Spieler Cal Ripken Jr. zog das ganze Interesse der US-amerikanischen Sportwelt und der Medien an sich, als er 1995 den 56 Jahre alten Rekord von 2130 hintereinander gespielten Spielen brach. Diese sensationelle Leistung schürte die Begeisterung der Fans und überstrahlte das Bild des Baseballs der geldgierigen Spieler und Clubmanager. Ripken spielte weiter, bis er nach 2632 in Folge gespielter Spiele (das sind 16 Spielzeiten) einen Tag pausierte.
Die Popularität des Modernen Baseballs stieg weiter durch den Wettlauf zweier Spieler 1998 um den legendären Rekord von 61 Home Runs in einer Saison, aufgestellt 1961 von Roger Maris. Mark McGwire und Sammy Sosa lieferten sich ein spannendes Duell, das Fans und Medien in Atem hielt, bis McGwire seinen 62. Home Run schlug. Zu Saisonende hatte er den Rekord auf 70 Home Runs verbessert, Sosa erreichte 66.
Seit der Saison 2023 werden in der MLB aufgrund der kontinuierlichen Steigerungen der Dauer eines Spiels sowie wieder fallenden Punkte geänderte Regeln angewandt. Diese wurden zuvor einige Zeit in den Minor Leagues getestet. Die wesentlichen Änderungen sind:
- Pitch Clock Timer
- Shift Restrictions der Infielder
- Größere Bases
- Ghost Runner auf 2nd Base bei Start jedes Halbinnings ab Verlängerung (10th Inning oder 8th Inning bei einem Double Header in den Minor Leagues)

Dadurch kommt wieder mehr Bewegung ins Spiel und die durchschnittliche Dauer eines Spieles ist deutlich reduziert.

## Historische Entwicklung in Deutschland

### Erstes Baseballspiel in Deutschland
Das erste bekannte Baseballspiel auf deutschem Boden fand bei den Olympischen Sommerspielen 1936 in Berlin statt. Damals verfolgte die größte und bis jetzt nicht einmal mehr annähernd erreichte Rekordkulisse von mehr als 100.000 Zuschauern ein Demonstrationsspiel zwischen zwei US-Teams im Berliner Olympiastadion.

### Entwicklung in Deutschland 1949–1968
Begünstigt durch die Anwesenheit US-amerikanischer Truppen in Deutschland entwickelte sich in den 1950er Jahren eine deutsche Baseball-Gemeinde, die in einer Bundesliga jährlich den deutschen Meister ausspielte, wobei es sich 1951 um eine inoffizielle deutsche Meisterschaft handelte. Der erste in Deutschland gegründete Verein waren die Frankfurt Juniors 1949.

### 1968–1982
Zwischen 1968 und 1982 wurde Baseball nicht mehr in national organisierter Form gespielt. Deutsche Meisterschaften wurden in diesem Zeitraum nicht ausgespielt. Der erste und noch immer bestehende Verein der Neuzeit sind die Mannheim Tornados, die 1975 als selbständiger Verein gegründet wurden.

### 1982–2010
Bis 1982 fristete Baseball ein Mauerblümchendasein, danach entwickelte sich die Sportart in Deutschland aber rasant. Allerdings steht Deutschland innerhalb Europas immer noch weit hinter den beiden führenden Nationen, den Niederlanden und Italien, zurück.
Parallel zu der Bundesliga existierte in den 1980er Jahren die German American Baseball League (GABL), eine von in Deutschland ansässigen US-Amerikanern dominierte Liga. Diese Liga erlebte ihren Höhepunkt 1991, als der Privatsender Tele 5 mit intensivem Sponsoring versuchte, Baseball im Fernsehen zu etablieren. Dieser Versuch scheiterte bereits nach einer Saison aufgrund des zeitlichen Zusammenfallens mit dem ersten Irakkrieg und hatte den Zusammenbruch der GABL zur Folge. Die Spieler der GABL schlossen sich daraufhin den Ligen des Deutschen Baseball-Verbandes an.
1989 stieg die deutsche Nationalmannschaft durch einen letzten Platz bei der Europameisterschaft in Paris aus dem europäischen A-Pool ab und verpasste 1990 den direkten Wiederaufstieg. Dieser konnte erst bei der B-Europameisterschaft 1992 im heimischen Ladenburg erreicht werden.
Bei den Europameisterschaften 1993 in Stockholm, 1995 in Haarlem (Niederlande), 1997 und 1999 konnte die deutsche Mannschaft zwar den Abstieg vermeiden, jedoch nie den angekündigten Sprung in die europäische Elite erreichen.
Nach einer sehr guten EM 2001 in Bonn, Köln und Solingen, bei der die deutsche Mannschaft einen respektablen siebten Platz erreichen konnte, folgte 2003 in den Niederlanden der erneute Abstieg und die daraus resultierende Entlassung des Bundestrainers van Gullick.
Der neue Bundestrainer Frady führte das Team bei der B-Pool-EM 2004 in Fürth und Regensburg nach einer Demonstration von jungem Baseball aus Deutschland souverän zum Turniersieg und damit zurück in den A-Pool.
Im Jahr 2005 erreichte Deutschland einen guten vierten Platz bei der Europameisterschaft in Prag, ungeschlagene Turniersieger wurden die Niederlande. 2007 konnte in Spanien ebenfalls der vierte, 2010 im eigenen Land sogar der dritte Platz erreicht werden.